# Hispidella
La asperilla (Hispidella hispanica)  es una especie de la familia de las compuestas.

## Descripción
Planta muy llamativa a pesar de ser pequeña, 2-20 cm, con tallos púrpura, pocas hojas y unos pelos largos y oscuros y otros pequeños estrellados. Las hojas, casi todas abajo, son alargado-espatuladas, obtusas en su punta. Las flores, que aparecen entre mayo y julio, son compuestas, y surgen en el extremo de largos cabillos que se engrosan hacia arriba. Las flores externas y medias del capítulo tienen lígula amarilla mientras que las centrales son intensamente púrpura. Los frutos son como pirámides invertidas de poco más de 1 mm, y carecen de vilano.

## Distribución y hábitat
Es un endemismo de la mitad occidental de la península ibérica, en el área iberoatlántica. Crece en lugares arenosos, pastizales soleados y bordes de caminos.

## Taxonomía
Hispidella hispanica fue descrita por Barnadez ex Lam. y publicado en Encycl. [J. Lamarck & al.] 3(1): 134. 1789
Citología
Número de cromosomas de Hispidella hispanica (Fam. Compositae) y táxones infraespecíficos: n=9
sinonimia
- Arctotis hispidella Juss. ex DC.
- Bolosia piloselloides Pourr. ex Willk.[5]

## Nombre común
- Castellano: asperilla.[6]